# Camille Fourquet
Camille Fourquet (Morellàs i les Illes, 10 de febrer del 1890 - Perpinyà, 6 de juny del 1965) va ser professor i, durant la Segona Guerra Mundial, càrrec directiu de la Resistència nord-catalana amb l'àlies Pernot.

## Biografia
Entre el 1911 i el 1913 va fer el servei militar al 56è regiment d'artilleria, i rebé el grau de brigadier (caporal) el 8 de novembre del 1912. Després d'una breu destinació a l'escola d'Aiguatèbia, fou mobilitzat el 1914, i durant la Gran Guerra estigué successivament adscrit a diversos regiments d'artilleria. De tornada a l'ensenyament, va ser mestre adjunt a Castell Rosselló, Forques (1920) i Toluges (1923). Destinat el 1926 a la prestigiosa escola "Jules Ferry" de Perpinyà, el 1942 n'esdevingué director interí.
Començada la Segona Guerra Mundial, volgué adherir-se a la Resistència nord-catalana, i l'avinentesa sorgí quan el jugador de rugbi i exregidor Gilbert Brutus li proposà d'entrar a Libération. Participà en la primera gran manifestació pública de la Resistència, la que es va fer el 1942 per la Festa Nacional del 14 de juliol (suprimida pel govern de Vichy), però la seva presència va ser anotada per la policia i com molts altres funcionaris va ser sancionat, i expulsat de la feina l'1 d'agost. En fusionar-se els diversos moviments resistents en els Mouvements Unis de Résistance al gener del 1943, en fou nomenat cap departamental adjunt i, després d'una operació de la policia alemanya que detingué la cúpula del moviment el 23 de maig, n'esdevingué el cap absolut. Tingué problemes de cohabitació, però, amb el socialistes SFIO de Libération (Noguères, Maynéris), a qui considerava arribistes intrigants, i amb el cap de Combat, l'excomissari de policia Marceau Gitard. Fourquet començà a teixir contactes amb elements de l'administració pública, policia i magistratura perquè col·laboressin amb la Resistència, amb fitxatges sonats com Jean Latscha (un col·laboracionista que havia participat en el confinament de jueus al camp de Ribesaltes). El febrer del 1944, sabedor que la Gestapo no el deixava de petja, Fourquet es refugià successivament a Vilafranca de Roergue (Avairon), i a Limós i Castellnou d'Arri (Aude), tot i mantenint el contacte amb l'organització mitjançant correus. El 10 d'abril nomenà Pierre Gineste representant seu per als Pirineus Orientals. Tornà breument a Perpinyà, però se sentí amenaçat i es refugià temporalment a Sant Pau de Fenollet, a casa d'en Joseph Calvet, cap dels MUR de la Fenolleda. El 10 d'agost va ser elegit president del nounat "Comité départemental de Libération", i les seves primeres actuacions van ser negociar amb el major Parthey, comandant alemany de Perpinyà, la retirada de les seves tropes de la població; i defensar Latscha com a prefecte dels PO enfront del candidat comunista Jacques Égretaud, que Jacques Bounin, comissari de la República a Montpeller, havia nomenat prefecte pel seu compte.
Fourquet i el CDL s'enfrontaren violentament amb Noguères i el seu sector a les eleccions municipals del 28 d'abril-13 de maig del 1945. Els primers defensaven una llista unitària de candidats de la Resistència i dels partits, mentre el partit radical i els dirigents federals de la SFIO (Noguères) s'estimaren més de presentar-se en llistes separades. La guerra, que lliurà una batalla per Le Républicain du Midi (el nou nom de l'Indépendant després de ser requisat pel CDL a l'Alliberament), acabà amb Fourquet vençut i desacreditat. El 31 de juliol del 1945 dimití de la presidència d'un Comitè ja moribund, la carrera política acabada. Encara acusà Louis Noguères de difamació i aquest, defensat pel seu amic l'advocat Léon-Jean Grégory, guanyà el plet tant al tribunal de Perpinyà (juliol del 1949) com al tribunal d'apel·lació de Montpeller (8 de novembre del 1949).
Es dedicà durant un temps a l'ensenyament i esdevingué corresponsal departamental del "Comité d'histoire de la Seconde guerre mondiale". Aplegà documentació sobre el tema i el 1972 la cedí a l'Arxiu Departamental. També redactà unes memòries, Le Roussillon sous la botte nazie, defensant la seva tasca durant la guerra i passant comptes amb alguns (veterans de Combat, el "clan Noguères") amb qui s'havia enfrontat. Al seu funeral hi assistiren alguns exresistents i una nodrida delegació del PCF.
Fourquet s'havia casat el 1910 amb Marie Pic. Tingueren dos fills i el gran, Jean-Louis, va ser professor al "college" de Prada; arrestat el set de març del 1944 per activitats de la Resistència, fou deportat a Compiègne i després a Buchenwald. Després d'enviudar, el 1950 Fourquet es casà en segones núpcies amb Anna Massardo, companya seva a la lluita clandestina, i responsable departamental del "Comitè d'Obres Socials de la Resistència". Massardo (Serrallonga, 10 de desembre del 1893) era tia de Jean Jorda, d'Arles, un dels caps de la resistència al Vallespir.

## Escrits
- Histoire de la Libération de Perpignan, col·lecció d'articles a L'Indépendant (9-21 de setembre del 1959)
- Manuscrit inèdit Le Roussillon sous la botte nazie, s.d. [1965], 207 p.